# Giorgio Perrotta
Giorgio Perrotta (Roma, 8 maggio 1940 – Roma, 16 gennaio 2013) è stato un ingegnere italiano.

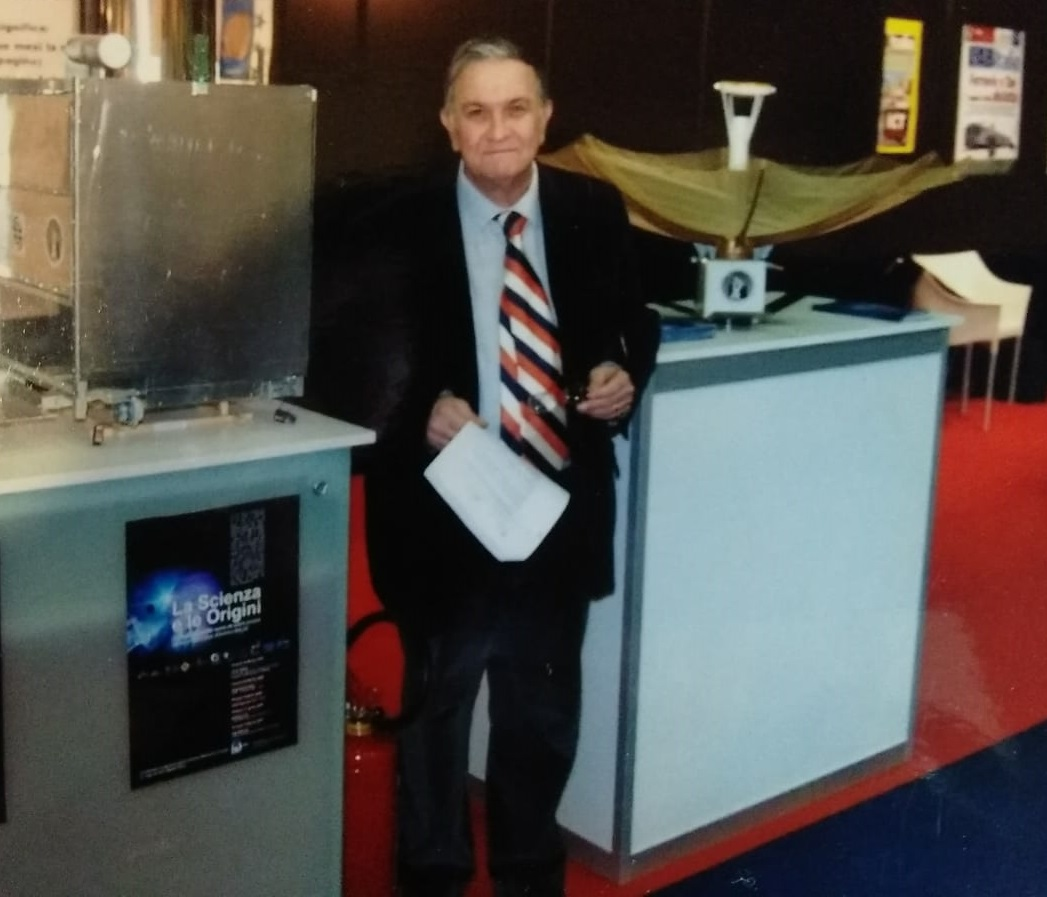
Giorgio Perrotta fra due satelliti del Progetto ASTROSAT-SKYWAVE per AMSAT Italia e UAI al SATEXPO Europe di Roma nel 2007

attivo nell'ideazione e progettazione di sistemi spaziali, uno dei padri fondatori dello spazio in Italia.

## Biografia
Giorgio Perrotta è nato a Roma l'8 Maggio 1940 da Donato Perrotta, consulente in proprietà industriale e Jole Tamantini, secondogenito di due figli perde il padre all'età di 19 anni. Frequenta l'università presso la Facolta di Ingegneria Elettronica dell'Università degli Studi di Roma La Sapienza. Si laurea il 18 marzo 1965 in ingegneria elettronica, specialità radionavigazione con una tesi su "Progetto di antenna per sistema Tacan". Dopo appena 6 giorni dalla laurea comincia il suo rapporto di lavoro presso la società Selenia Industrie Elettroniche Associate SpA (Via Tiburtina Km 12,400, Roma) per poi passare nel 1983 alla neonata Selenia Spazio S.p.A. (in Via Saccomuro, Roma nelle adiacenze di Via Tiburtina) che lascerà nel giorno del suo pensionamento quando era diventata Alenia Spazio SpA. Si sposa il 3 settembre 1966 con Maria Cecilia Magistri e dal matrimonio nascono 3 figli.

## Attività lavorativa in azienda

### La Tiburtina Valley

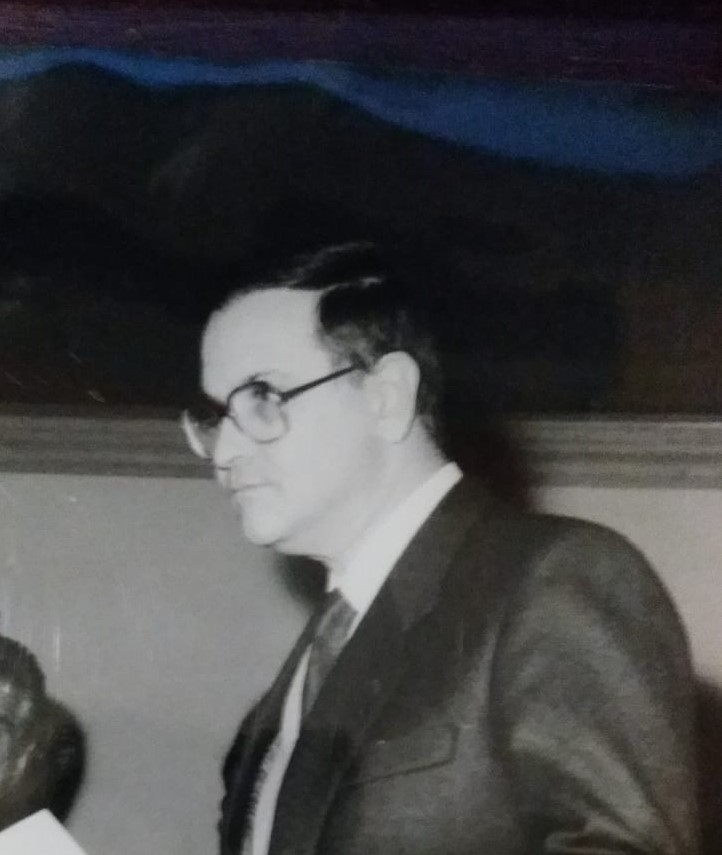
Giorgio Perrotta riceve un premio durante la sua carriera in Selenia

Le prime attività di Giorgio Perrotta (1965 - 1971) in Selenia Industrie Elettroniche Associate SpA riguardano progetti per sistemi radar e sistemi d'antenna ma ben presto comincia a orientarsi verso i sistemi spaziali, sono gli anni della corsa allo spazio fra Stati Uniti e Unione Sovietica, l'Italia è in prima linea anche grazie al successo dei lanci dei satelliti San Marco da parte del team del Gen. Luigi Broglio dal poligono Wallops Island negli Stati Uniti e dal poligono di Malindi in Kenya con i lanciatori Scout donati dagli Stati Uniti e modificati da membri del CRA, del CNR, della Scuola di Ingegneria Aerospaziale dell'Università degli Studi di Roma La Sapienza e dell'Aeronautica Militare Italiana
Nel periodo 1971-1982 è ingegnere sistemista senior nel Reparto Comunicazioni Elettriche, responsabile della progettazione dei payload satellitari Sirio-1 e Sirio-2 e di tutti gli studi di sistema per ESA/ELDO.
Nel 1982 le attività di Selenia-Divisione Spazio vennero cedute a Selenia Spazio S.p.A. (Selenia-Elsag, Gruppo STET; dal 1989 Finmeccanica). Nel periodo 1982-1987 Giorgio Perrotta è Capo dei Dipartimenti Comunicazione e Telerilevamento, e successivamente come Capo Ingegneria dei Sistemi, Capo Sottosistemi Elettrici/Elettronici e Sottosistemi payload, con responsabilità dirette per la progettazione di sistema nelle fasi A e B del satellite Olympus, ERS-1 e Italsat. Nel 1985 ha partecipato al Corso di Management (8 settimane) organizzato dall'IRI per il 35% dei giovani manager delle aziende del Gruppo IRI più promettenti;
Nel periodo 1987-1995 Giorgio Perrotta è responsabile per il Direttorato Nuovi Studi e New Business. E' project manager per la fase A del satellite Artemis per ESA e Chief system designer e Project Scientist per il sistema satellitare COSMO-SkyMed. Responsabile della Ricerca Avanzata nel campo dei piccoli satelliti e della propulsione elettrica all'interno del gruppo industriale coordinato da Alenia Spazio, poiché dal 1990 le due società, Aeritalia Divisione Spazio con sede a Torino e Selenia Spazio con sedi a Roma e L'Aquila, furono fuse dalla comune holding di possesso Finmeccanica.
Alenia Spazio proseguì in maniera unitaria le attività sistemistiche spaziali italiane fino al 2000, contribuendo a diversi programmi spaziali nazionali, europei e internazionali. Giorgio Perrotta dal 1995 al 1999 è responsabile degli studi strategici compresi i sistemi satellitari per la Radionavigazione e ATC; costellazioni satellitari innovative per DRS e comunicazioni globali che utilizzano nuovi tipi di orbite ellittiche. Responsabile delle attività di ricerca con Università italiane e gruppi di ricerca (progettazione e applicazione di piattaforme stratosferiche, algoritmi di compressione del segnale, fotointerpretazione automatica e sistemi di comunicazione innovativi).

### Le PMI startup

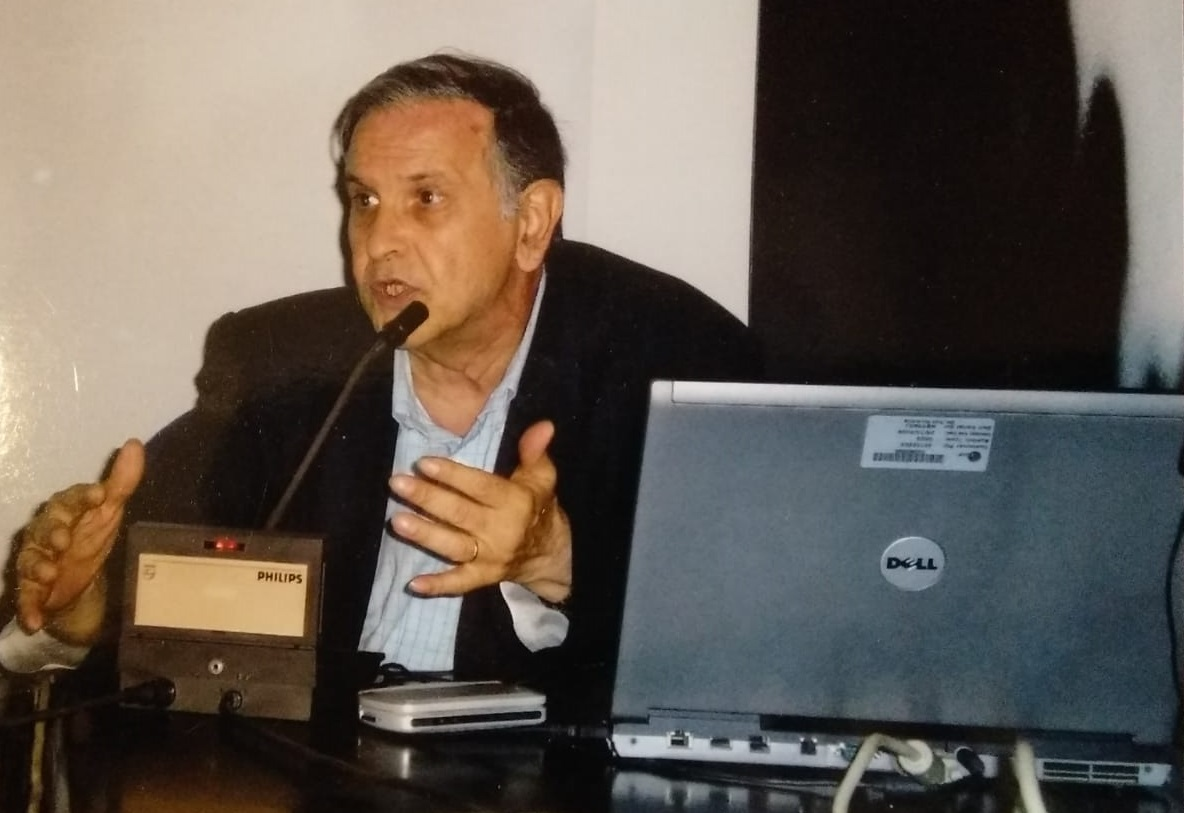
Giorgio Perrotta espone una presentazione ad una conferenza

Dopo le dimissioni per pensionamento da Alenia Spazio Giorgio Perrotta continua la sua attività nel campo della ideazione progettazione e realizzazione di sistemi spaziali. Dal 2000 al 2007 è socio e direttore tecnico di IMT SRL, PMI hi-tech operante nell'ingegneria dei sistemi e nella ricerca e sviluppo di prodotti elettronici innovativi per applicazioni aerospaziali.
Dal 2007 al 2008 come consulente è Program manager e Project manager del progetto per lo studio di fase A del progetto satellitare AstroSat-SkyWave finalizzato agli obiettivi astro e radioamatori, oltre a obiettivi di divulgazione, educativi e scientifici.
Dal 2008 in poi è proprietario e fondatore di SpaceSys SRL, una PMI dedicata alle attività di ingegneria dei sistemi spazialie alla ricerca e sviluppo e alle applicazioni dei |piccoli satelliti. Team leader per la progettazione del satellite scientifico MAGIA sponsorizzato da ASI su contratto con Rheinmetall Italia SpA e consulenza a livello di sistema e analisi di missione per satellite da telerilevamento ottico ad altissima risoluzione con Rheinmetall Italia SpA.

## Proprietà intellettuale
Giorgio Perrotta è autore e proprietario di circa una dozzina di brevetti riguardanti diversi aspetti della tecnologia spaziale nel campo delle costellazioni di satelliti, sistemi di tracciamento, controllo di assetto, antenne a scansione meccanica e sincronizzazione temporale. Qui di seguito la lista.
- WO1986000998 - ANTENNA TRACKING SYSTEM USING SEQUENTIAL LOBING
- EP0197944 - ANTENNA TRACKING SYSTEM USING SEQUENTIAL LOBING
- WO1986007512 - IMPROVEMENT TO SS-TDMA TECHNIQUE TELECOMMUNICATION SATELLITE SYSTEMS
- EP0226609 - IMPROVEMENT TO SS-TDMA TECHNIQUE TELECOMMUNICATION SATELLITE SYSTEMS.
- EP0245781 - CONCATENATED CODE-DECODE SYSTEM FOR THE PROTECTION AGAINST INTERFERENCE OF DIGITAL TRANSMISSIONS THROUGH AN INTERMEDIATE REGENERATIVE REPEATER
- IT1191903 - SISTEMA DI CODIFICA-DECODIFICA CONCATENATA PER LA PROTEZIONE DAI DISTURBI DI TRASMISSIONI DIGITALI EFFETTUATE ATTRAVERSO UN RIPETITORE RIGENERATIVO INTERMEDIO
- US4763129 - SS-TDMA technique telecommunication satellite systems
- EP0290969 - UNFOLDABLE ANTENNA WITH TWO REFLECTING SURFACES
- IT1199172 - SISTEMA PER IL CONTROLLO FINE DEL PUNTAMENTO DI ANTENNE CON SENSORE A RADIO FREQUENZA,AD AMPIO CAMPO DI ACQUISIZIONE ANGOLARE
- US4800570 - Concatenated code-decode system for the protection against interference of digital transmissions through an intermediate regenerative repeater
- IT1205964 - ANTENNA CON DUE SUPERFICI RIFLETTENTI E SUB-REFLETTORE DISPIEGABILE
- US4963890 - Antenna tracking system using sequential lobing
- EP0449155 - SATELLITE ANTENNA TRACKING SYSTEM
- US5194874 - Satellite antenna tracking system
- CA2086304 - COMMUNICATION SATELLITE NETWORK
- FR2685833 - Network of communications satellites
- IT1240809 - SISTEMA INTEGRATO SENSORE-ATTUATORE PER IL CONTROLLO DEL PUNTAMENTO DI ANTENNE A BORDO DI SATELLITI ARTIFICIALI.
- DE000003587408 - VERFOLGUNGSSYSTEM FÜR ANTENNEN MITTELS SEQUENTIELLER MEHRKEULENBILDUNG.
- DE000003786948 - Verkettetes Kodierungs-/Dekodierungssystem zur Sicherung gegen digitaler Übertragungsstörung mittels eines regenerativen Zwischenverstärkers.
- IT1261940 - SISTEMA PER TELECOMUNICAZIONI E TELERILEVAMENTO VIA SATELLITE BASATO SULL'USO DI ORBITE ELIOSINCRONE ELLITTICHE DI BREVE PERIODO.
- US5553816 - Satellite telecommunications and remote sensing system based on the use of short-period sun-synchronous elliptical orbits
- ITRM20040100 - SENSORE DI TERRA DI TIPO RIFLESSIVO PER LA MISURA DELL'ASSETTO DEI SATELLITI ARTIFICIALI.
- ITRM20110143 - PROCEDIMENTO DI PUNTAMENTO FRA UN'ANTENNA DI TERMINALE MOBILE E UN SATELLITE E RELATIVA APPARECCHIATURA

## Libri e pubblicazioni scientifiche
Giorgio Perrotta è autore di più di 230 documenti tecnici, libri e pubblicazioni scientifichesu diversi aspetti dei sistemi spaziali, delle tecnologie dei sottosistemi e dei progetti spaziali. È autore di due capitoli ('Piattaforme osservative aeree e spaziali' e 'Disponibilità dei Dati rilevati') di una pubblicazione scientifica in due volumi (monografia) del Consiglio Nazionale delle Ricerche, dal titolo 'Tecniche e Strumenti per il Telerilevamento ambientale' , pubblicato nel 2001 dal CNR;

Lettera di invito per il conferimento della nomina a professore onorario dell'Università Tecnica di Chengdu

## Riconoscimenti
- Premio Cristoforo Colombo per l'innovazione elettronica, 1985 (studi pionieristici sulle tecniche FDMA-TDMA per i satelliti di telecomunicazione);
- Nomina di Professore Onorario (1991) presso l'Università Tecnica di Cheng-Du (Repubblica Popolare Cinese) per i risultati tecnici nelle tecnologie spaziali;

## Attività accademiche
Giorgio Perrotta ha sempre coltivato un forte contatto col sistema delle Università italiane promuovendo collaborazioni e affiancando decine di studenti come correlatore esterno in sede di Tesi di Laurea. Ha sempre avuto fiducia nei giovani studenti, nei quali vedeva il futuro del Sistema Paese, incoraggiandoli e affiancandoli con la sua grande esperienza. Sentiva in modo forte e sincero il debito verso il sistema universitario pubblico italiano che aveva permesso a tanti giovani di poter ampliare il bagaglio culturale e diventare fonte attiva di sviluppo per l'Italia. Inoltre ha sempre esortato a perseverare e supportato il personale femminile che studiava e lavorava in ambito tecnico/scientifico e nel campo dell'aerospazio/ difesa, settori un tempo prevalentemente occupati solo da personale maschile.
- 2003 e 2004: Docente per il Master post laurea[16] in "Piattaforme e sistemi satellitari" presso l'Università degli Studi di Roma "La Sapienza" sui argomenti di "Comunicazioni satellitari: principi e implementazione" e "Economia dei sistemi satellitari"

- 2006-2008: Membro della Direzione Tecnica e Direttore Editoriale, Istituto Italiano di Navigazione (IIN)con responsabilità per la ristrutturazione e la redazione della rivista  'ATTI dell'Istituto Italiano di Navigazione', per la progettazione, il coordinamento e la gestione del sito WEB IIN e per l'organizzazione di seminari/conferenze scientifiche sul GNSS

- 2008: Direttore Tecnico dell'IIN; Direttore editoriale delle attività editoriali IIN; Responsabile della Commissione Programma Tecnico per il GNSS-ENC 2009;